# Dyrektywa o jawności wynagrodzeń
Dyrektywa o jawności wynagrodzeń, procedura 2023/970 – dyrektywa Unii Europejskiej, której celem jest zmniejszenie luki płacowej między kobietami a mężczyznami poprzez wprowadzenie obowiązku transparentności wynagrodzeń w przedsiębiorstwach działających na terenie UE. Według założeń dyrektywa ma zmniejszyć lukę płacową w Europie: obecnie wynagrodzenie kobiet jest średnio o 14% niższe niż mężczyzn. Według Piotra Lewandowskiego, prezesa Instytutu Badań Strukturalnych „Zdecydowana większość badań pokazuje, że jawność płac obniża lukę płacową między kobietami a mężczyznami”. Z tą tezą zgadza się 74% ekonomistów, którzy wzięli udział w sondzie Rzeczpospolitej. Jednocześnie badania prowadzone w Danii i Ameryce Północnej wskazały, że jawność wynagrodzeń wpływa na obniżenie luki płacowej.

## Historia
Projekt dyrektywy został przedłożony 4 marca 2021 roku przez Komisję Europejską w odpowiedzi na długotrwałe dysproporcje w wynagrodzeniach kobiet i mężczyzn na tych samych stanowiskach. Dyrektywa ma na celu wprowadzenie mechanizmów umożliwiających pracownikom dostęp do informacji o wynagrodzeniach w ramach ich organizacji, co w efekcie ma prowadzić do zmniejszenia różnic płacowych.
W 2023 roku Parlament Europejski oraz Rada Unii Europejskiej przyjęły dyrektywę, w której zobowiązano państwa członkowskie do implementacji jej przepisów najpóźniej do 2026 roku.

## Główne postanowienia
Dyrektywa wprowadza szereg obowiązków dla pracodawców, mających na celu zwiększenie przejrzystości wynagrodzeń. Pracodawcy będą zobowiązani do udostępniania informacji na temat struktury wynagrodzeń, w tym danych dotyczących mediany wynagrodzeń według płci w danym przedsiębiorstwie.
Jednym z kluczowych elementów dyrektywy o jawności wynagrodzeń jest obowiązek ujawniania informacji o wynagrodzeniu w ogłoszeniach o pracę. Od 2026 roku wszystkie firmy działające na terenie Unii Europejskiej będą zobligowane do podawania w ofertach pracy minimalnego poziomu wynagrodzenia lub przedziału wynagrodzeń dla danego stanowiska. Celem tego wymogu jest zwiększenie przejrzystości rynku pracy oraz zredukowanie dysproporcji płacowych, szczególnie w kontekście równości płci. Brak tych informacji w ogłoszeniach może skutkować sankcjami, w tym grzywnami, co ma na celu wymuszenie na pracodawcach większej transparentności w procesie rekrutacyjnym. Obecnie w Polsce na największym polskim portalu z ogłoszeniami o pracę pracuj.pl jedynie 18% ogłoszeń zawiera widełki, podczas gdy na portalach takich jak No Fluff Jobs i solid.jobs podanie zakresu wynagrodzeń jest obligatoryjne dla każdej firmy publikującej ogłoszenie o pracę. Jak wskazują eksperci dyrektywa zminimalizuje rozbieżności między rekrutowanymi różnej płci oraz zaoszczędzi czas osób aplikujących, które będą z góry wiedzieć, które stanowiska są dla nich interesujące.
Dyrektywa przewiduje również, że pracownicy będą mieli prawo do wnioskowania o informacje dotyczące wysokości wynagrodzeń swoich kolegów i koleżanek na podobnych stanowiskach. W przypadku ujawnienia znaczącej różnicy płacowej, pracodawcy będą musieli podjąć działania naprawcze.

## Kontrowersje
Wprowadzenie dyrektywy spotkało się z różnymi reakcjami. Zwolennicy wskazują, że przyczyni się ona do zmniejszenia luki płacowej i wzmocnienia równości płci na rynku pracy. Krytycy jednak obawiają się, że nowe obowiązki mogą zwiększyć biurokrację i koszty administracyjne dla pracodawców, szczególnie dla małych i średnich przedsiębiorstw. Według prof. Joanny Tyrowicz, członkini Rady Polityki Pieniężnej „Dyrektywa UE w niczym nie szkodzi, ale niewiele zmieni. Wcześniej w kilku krajach wprowadzono obowiązek publikowania raportu o równości płac (np. w Szwajcarii jest to warunek sine qua non startowania w przetargach publicznych). Takie rozwiązania, o ile nie ma dobrej woli, sprowadzają się do malowania trawy na zielono, a nie do zmiany społecznej. Nieuzasadnione czynnikami obiektywnymi nierówności płacowe nie tylko w Polsce wynikają z bardzo wielu mechanizmów, wiele z nich ma charakter behawioralny i żadnego z nich nie załatwi się publikowanym raz na rok raportem”.

## Ocena społeczna
Według badań przeprowadzonych przez Randstad, 81% Polaków opowiada się za obowiązkowym ujawnianiem widełek płacowych w ofertach pracy. Z kolei pełna jawność wynagrodzeń, obejmująca dostęp do informacji o zarobkach współpracowników, jest popierana przez 41% respondentów. Badania przeprowadzone przez Pracuj.pl wskazują na rosnące poparcie dla jawności wynagrodzeń, szczególnie w kontekście publikowania informacji o płacach już na etapie ogłoszeń rekrutacyjnych. Według badań zrealizownaych na zlecenie No Fluff Jobs 92,9 proc. Polek i Polaków uważa pokazywanie proponowanego wynagrodzenia za ważny lub bardzo ważny element ogłoszeń o pracę. Tylko 2,3 proc. osób uznaje to za nieważne lub zdecydowanie nieważne, a dla 4,8 proc. jest to obojętne